# Mood (песня)
«Mood» — сингл американского рэпера 24kGoldn и пуэрто-риканского исполнителя Iann Dior. Песня вскоре после её релиза 24 июля 2020 года стала популярна в сети TikTok. В сентябре песня стала первой, сумевшей в одну неделю одновременно занять первые места в нескольких чартах Billboard, включая рок-чарт Hot Rock & Alternative Songs, Hot Alternative Songs, рэп-чарт Hot Rap Songs и мультижанровый Hot 100.

## Коммерческий успех
Песня возглавила хит-парады Норвегии и Швеции и была в пятёрке лучших хитов в Австралии, Австрии, Канаде, Ирландии и Великобритании. Кроме того, она достигла 1-го места в Billboard Hot 100, став высшим достижением для рэперов 24kGoldn (настоящее имя Golden Landis Von Jones) и Dior (настоящее имя Michael Ian Olmo).
14 ноября 2020 года песня спустя неделю вернулась на первое место Hot 100, а также лидировала в Radio Songs (2 недели на № 1), в Hot Rock & Alternative Songs (11 недели на № 1), Hot Alternative Songs (11 недели на № 1), в Hot Rap Songs (4 недели на № 1).
9 января 2021 года сингл снова на вернулся вершину, в сумме это седьмая его неделя на первом месте. Это повтор рекорда с четырьмя возвращениями на вершину чарта Hot 100, ранее установленного хитом «Nice for What» канадца Дрейка (2018 год). Сингл «Mood» продолжил возглавлять три мультиформатных чарта Hot Rock & Alternative Songs (18 недель № 1), Hot Alternative Songs (18) и Hot Rap Songs (12), а также радиочарт Radio Songs (10).

## Музыкальное видео
Музыкальное видео было снято Sebastian Sdaigui и вышло 5 августа 2020 года.

## Чарты
| Чарт (2020)                                  | Лучшая позиция |
| -------------------------------------------- | -------------- |
| Австралия (ARIA)                             | 1              |
| Австрия (Ö3 Austria Top 40)                  | 1              |
| Бельгия/Фландрия (Ultratop 50)               | 2              |
| Бельгия/Валлония (Ultratop 50)               | 2              |
| Канада (Billboard Canadian Hot 100)          | 1              |
| Канада (Billboard CHR/Top 40)                | 1              |
| Канада (Billboard Hot AC)                    | 7              |
| Чехия (Singles Digitál Top 100)              | 1              |
| Дания (Tracklisten)                          | 1              |
| Финляндия (Suomen virallinen lista)          | 3              |
| Франция (SNEP)                               | 7              |
| Германия (GfK)                               | 1              |
| Global 200 (Billboard)                       | 2              |
| Global Excl. US (Billboard)                  | 2              |
| Венгрия (Rádiós Top 40)                      | 2              |
| Венгрия (Stream Top 40)                      | 1              |
| Ирландия (IRMA)                              | 1              |
| Италия (FIMI)                                | 7              |
| Нидерланды (Dutch Top 40)                    | 3              |
| Нидерланды (Single Top 100)                  | 1              |
| Новая Зеландия (Recorded Music NZ)           | 1              |
| Норвегия (VG-lista)                          | 1              |
| Португалия (AFP)                             | 1              |
| Шотландия (OCC Scotland)                     | 10             |
| Сингапур (RIAS)                              | 4              |
| Словакия (Singles Digitál Top 100)           | 1              |
| Швеция (Sverigetopplistan)                   | 1              |
| Швейцария (Schweizer Hitparade)              | 1              |
| Великобритания (OCC UK Singles)              | 1              |
| США (Billboard Hot 100)                      | 1              |
| США (Billboard Adult Pop Airplay)            | 1              |
| США (Billboard Pop Airplay)                  | 1              |
| США (Billboard Rhythmic)                     | 1              |
| США (Billboard Hot Rock & Alternative Songs) | 1              |
| США (Billboard Rock & Alternative Airplay)   | 7              |
| США, Rolling Stone Top 100                   | 1              |

## Сертификации
| Регион | Сертификация  | Продажи    |
| --- | ------------- | ---------- |
| Австралия (ARIA) | 7× Платиновый | 490 000    |
| Австрия (IFPI Austria) | 3× Платиновый | 90 000     |
| Бельгия (BEA) | 2× Платиновый | 80 000     |
| Канада (Music Canada) | Бриллиантовый | 800 000    |
| Дания (IFPI Danmark) | 2× Платиновый | 180 000    |
| Франция (SNEP) | Бриллиантовый | 333 333    |
| Германия (BVMI) | 2× Платиновый | 800 000    |
| Италия (FIMI) | 3× Платиновый | 210 000    |
| Мексика (AMPROFON) | 2× Платиновый | 120 000    |
| Новая Зеландия (RMNZ) | 5× Платиновый | 150 000    |
| Польша (ZPAV) | 2× Платиновый | 40 000     |
| Португалия (AFP) | 4× Платиновый | 40 000     |
| Испания (PROMUSICAE) | 2× Платиновый | 120 000    |
| Швейцария (IFPI Switzerland) | Платиновый    | 20 000     |
| Великобритания (BPI) | 2× Платиновый | 1 200 000  |
| США (RIAA) | 7× Платиновый | 7 000 000  |
| Стриминг |               |            |
| Греция (IFPI Greece) | Платиновый    | 2 000 000  |
| Швеция (GLF) | 4× Платиновый | 32 000 000 |
| Данные о продажах + прослушиваниях приведены только на основе сертификации. · Данные только о прослушиваниях приведены на основе сертификации. |               |            |

## Ремикс
Официальный ремикс на песню «Mood» был выпущен 6 ноября 2020 года, в нем приняли участие канадский певец Джастин Бибер и колумбийский певец Джей Бальвин. Помимо куплетов Бибера и Бальвина, в ремикс вошел новый куплет от 24kGoldn, который заменил его куплет в оригинале. Ремикс был выпущен в виде анимационного клипа.